# Телякова, Ольга Васильевна
Ольга Васильевна Телякова (Мочалова) (5 марта 1959) — советская и российская театральная актриса, народная артистка России (1999), актриса Челябинского молодёжного театра.

## Биография
Родилась 5 марта 1959 года в Челябинске.
В 1980 году окончила актёрское отделение Челябинского музыкального училища им. П. И. Чайковского. Её педагогами были И. К. Перепёлкин, В. И. Панфёров.
В том же году стала актрисой Челябинского театра юного зрителя. Выступает в различных амплуа: от травести до трагической героини. Сыграла десятки ролей.

## Награды
- Народная артистка России (17 июня 1999)
- Почётный гражданин Челябинской области (20 марта 2024) — за личный вклад в развитие, сохранение и популяризацию театрального искусства Челябинской области, преданность профессии
- Заслуженный артист РСФСР (28 ноября 1991)
- Звание «Человек года» по итогам городского конкурса (2003)
- Лауреат премии Челябинской области в сфере культуры и искусства в номинации «Выдающийся деятель культуры и искусства»
- Знак отличия «За заслуги перед Челябинской областью»
- Лауреат премии «Золотая маска» в номинации «Лучшая женская роль. Драматический театр»  за роль Акакия Акакиевича в спектакле «Петербургские повести» (2025)[2]

## Работы в театре
Челябинский молодёжный театр
- Мальчик Мишка — «Минькино детство» по М. Шолохову, реж. Т. Махарадзе, 1984 год;
- Надька — «Роковая ошибка» М. Рощина, реж. В. Мещанинова, 1986 год;
- Анджела — «Король-Олень» К. Гоцци, реж. Махарадзе, 1985 год;
- Елена Ивановна Попова — «Медведь» А. Чехова, реж. Махарадзе, 1992 год;
- Габриэль — «Девушка-гусар» Ф. Кони, реж. Перепелкин, 1996 год;
- Эмма Фишер — «Человек со звезды» К. Веттлингера, реж. Е. Басилашвили, 1995 год;
- Поросенок — «Гостиница для путешествующих в прекрасное» С. Козлова, реж. Ю. Калугин, 1990 год;
- Гамлет — «Гамлет» У. Шекспира, реж. В. Рыбаков, 1991 год;
- Хохлатка — «Датская история» А. Шапиро, реж. Г. Мушперт, 1993 год;
- Баба Яга — «Иван-Царевич» Ю. Кима, реж. Перепёлкин, 1997 год;
- Королева Понтии — «Фея Теккерея» Н. Скороход, 1998 год;
- Эсмеральда — «Собор Парижской богоматери» по В. Гюго, 1998 год;
- Николь — «Мещанин во дворянстве» Ж.-Б. Мольера, реж. А. Праудин, 1999 год;
- Нора — «Кукольный дом» Г. Ибсена, 2003 год;
- Кэт — «Целуй меня, Кэт», 2005 год;
- Атаманша — «Бременские музыканты» Ю. Энтина, В. Ливанова;
- Лилиан Грей — «Алые паруса» А. Грина;
- Эдит Пиаф — «На балу удачи» В. Легентова;
- Кабанова — «Гроза» А. Островского;
- Жанна Антуанетта де Пуассон — «Золотой тюльпан Фанфана» Ю. Кима;
- Агафья Тихоновна — «Женитьба» Н. Гоголя;
- Бабушка — «День рождения кота Леопольда» А. Хайта;
- Вера — «Танец длиною в жизнь» А. Марданя;
- Эмилия Марти — «Дело Макропулоса» К. Чапека, 2014;
- Жанна д’Арк в драматической оратории А. Оннегера;
- Акакий Акакиевич — «Петербургские повести», 2023.